# Университет (регбийный клуб)
«Университет» — российская команда по регби из Читы. Основан в 2004 году при Читинском государственном университете. Выступает в чемпионате России по регби.

## История
История регби в Чите начинается 30 мая 2004 года. В этот день в городе состоялась показательная игра между молодёжными составами Красного Яра и Енисея-СТМ. Более семи тысяч читинцев собралось на стадионе СКА СибВО посмотреть на экзотическую для Забайкалья игру.
В тот же, 2004 год, в Чите открываются секции регби, а при Читинском государственном университете создается клуб Университет, тренером которого становится красноярец Игорь Хохлов. В зимнем сезоне клуб выступает в студенческом чемпионате.
Летом-осенью 2005 года «Университет» принимает участие в играх высшей лиги чемпионата России по регби, по итогам которых команда получает право выступать в Суперлиге чемпионата России по регби.
Сезон 2006 года ознаменовался поворотом к профессионализации «Университета». В клуб приглашаются профессиональные игроки из Красноярска и грузинские легионеры. На тренерском мостике Игоря Хохлова сменяет Валериан Багдасаров, также выходец из красноярской регбийной школы, под руководством которого Университет впервые принимает участие в Суперлиге чемпионата России по регби. Университет в дебютном сезоне 2006 года одерживает всего одну победу над РК Новокузнецк и финиширует на последнем месте.
Сезон 2007 года забайкальский клуб, также, заканчивает на последнем месте, но уже с тремя победами по ходу чемпионата.
На первом этапе Чемпионата России по регби 2008 года читинский клуб выступает в зоне «Восток».
В Чемпионате России по регби 2009 года клуб не смог выступить по финансовым причинам.
В 2013 году клуб возобновил своё существование, и принимает участие в Федеральной лиге Чемпионата России по регби.

## Тренеры
- Игорь Хохлов (2004—2005)
- Валериан Багдасаров (2006—2008)
- Александр Сетов (2009 —)